# Lingay (North Uist)

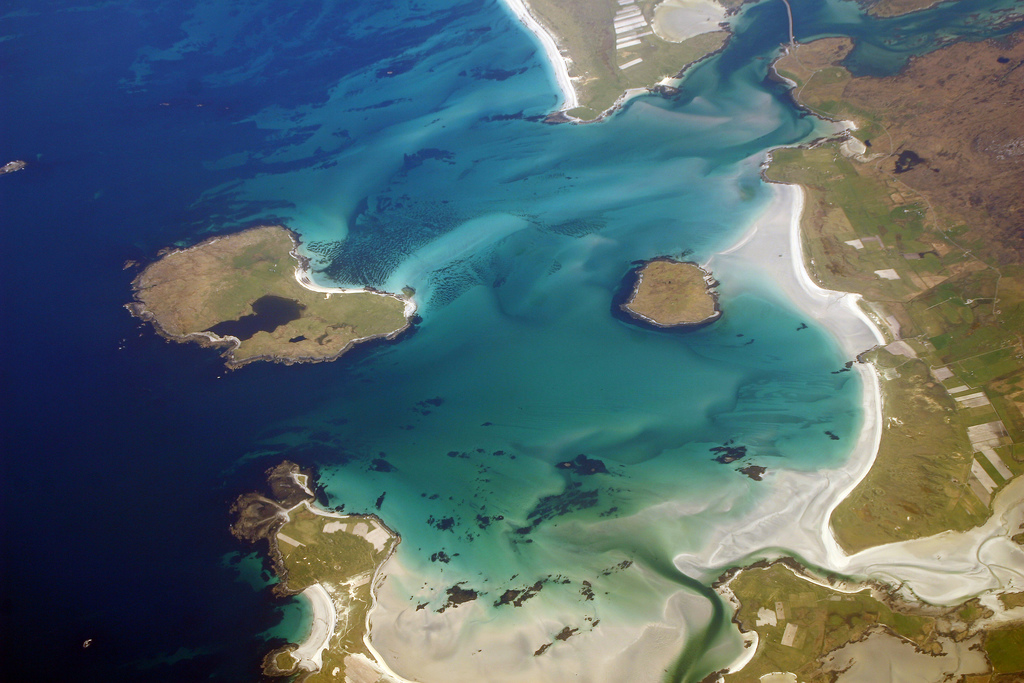
Boreray en Lingay

Lingay (Schots-Gaelisch: Lingeigh) is een eilandje in de Buiten-Hebriden.
Lingay ligt in het noordoosten van een baai aan de noordkust van North Uist, één kilometer voor de kust, die op die plaats uit een grote strook heide bestaat. Bij laag water is het eiland bereikbaar over het strand, Tràigh Lingeigh.
Het eiland is relatief cirkelvormig en heeft in alle richtingen een diameter van ongeveer zevenhonderdvijftig meter. De zuidoostkust ligt aan het voornoemde strand, alle andere kusten zijn rotsachtig, met in het zuiden kiezelstenen. Het hoogste punt van Lingay is een drieëndertig meter hoge heuvel zonder naam, bijna in het midden van het eiland.
Lingay is onbewoond.